# Carole Sharpless
Carole Marie Sharpless (* 1. September 1971 in  Laurel) ist eine ehemalige US-amerikanische Triathletin.

## Werdegang
Die in ihrer Jugend erfolgreiche Schwimmerin startete 1996 bei ihrem Triathlon über die Sprintdistanz und 2002 erstmals auf der Ironman-Distanz. Von 2004 an startete sie als Profi-Athletin und im November wurde sie hinter der Zweite hinter der Britin Bella Comerford beim Ironman Florida.
2007 hatte sie einen schweren Radunfall und beendete ihre Profi-Karriere. Carole Sharpless lebt heute in Boulder (Colorado).

## Sportliche Erfolge
| Datum/Jahr    | Rang | Wettbewerb                     | Austragungsort    | Zeit     | Bemerkung                                                                            |
| ------------- | ---- | ------------------------------ | ----------------- | -------- | ------------------------------------------------------------------------------------ |
| 2007          | 1    | Coliseum Rock, N' Rollman Half | Macon (Georgia)   | 04:50:44 |                                                                                      |
| 12. Mai 2007  | 1    | Gulf Coast Triathlon           | Panama City Beach | 04:39:03 |                                                                                      |
| 2006          | 2    | Gulf Coast Triathlon           | Panama City Beach |          |                                                                                      |
| 16. März 2006 |      | Ironman 70.3 California        | Oceanside         | 05:39:28 |                                                                                      |
| 2006          | 1    | Coliseum Rock, N' Rollman Half | Macon (Georgia)   | 04:42:55 |                                                                                      |
| 2003          | 4    | Gulf Coast Triathlon           | Panama City Beach |          | über die halbe Ironman-Distanz: 1,9 km Schwimmen, 90 km Radfahren und 21,1 km Laufen |

| Datum/Jahr    | Rang | Wettbewerb         | Austragungsort | Zeit     | Bemerkung |
| ------------- | ---- | ------------------ | -------------- | -------- | --- |
| 26. Aug. 2007 | 5    | Ironman Louisville | Louisville     | 10:30:43 | [ 1 ] |
| 4. Nov. 2006  | 2    | Ironman Florida    | Panama City    | 09:40:22 | zweiter Rang auf der Langdistanz (3,8 km Schwimmen, 180 km Radfahren und 42,2 km Laufen) mit persönlicher Bestzeit |
| 5. Nov. 2005  | 6    | Ironman Florida    | Panama City    | 09:50:31 | als schnellste US-Amerikanerin                                                                                     |
| 11. Sep. 2005 | DNF  | Ironman Wisconsin  | Madison        | –        | |
| 12. Sep. 2004 |      | Ironman Wisconsin  | Madison        | 12:35:47 | |
| 18. Okt. 2003 |      | Ironman Hawaii     | Hawaii         | 10:53:22 | |
| 27. Juli 2003 | 4    | Ironman USA        | Lake Placid    | 10:19:34 | |
| 28. Juli 2002 |      | Ironman USA        | Lake Placid    | 11:47:56 | |

(DNF – Did Not Finish)